# The Amsterdam Wind Orchestra
The Amsterdam Wind Orchestra is een harmonieorkest dat bestaat uit professionele musici voor wie de blaasmuziek een speciale plaats in het hart inneemt. Hun enthousiasme voor de symfonische blaasmuziek willen zij overbrengen op muziekliefhebbers met concerten en daaraan gerelateerde educatieve activiteiten. Dit alles met als doel de zo rijke Nederlandse blaasmuziekcultuur te behouden en te ontwikkelen. 
Het Amsterdam Wind Orchestra werd opgericht in 1989 als enige beroepsharmonieorkest in Nederland dat de uitvoering van symfonische blaasmuziek op het hoogste niveau als primaire doelstelling heeft. Al snel fungeerde het orkest dan ook als professionele ambassadeur van de blaasmuziekcultuur in binnen-en buitenland. 
Onder leiding van chef-dirigent Heinz Friesen kreeg het orkest in de jaren negentig internationale bekendheid door een geheel eigen orkestklank en het uitvoeren van bestaande en nieuwe werken voor  symfonisch blaasorkest . Het orkest stond op podia als het Concertgebouw, De Doelen en Vredenburg. Ook maakte het regelmatig cd-opnames, waaronder de veelgeprezen cd’s The Lord of the Rings en The Big Apple met muziek van Johan de Meij.  

## Grachtenfestival 2009
Twintig jaar na de oprichting was het Amsterdam Wind Orchestra voor het eerst sinds een aantal jaren weer te beluisteren, tijdens het slotconcert van het Amsterdamse Grachtenfestival. Onder leiding van de veelbelovende dirigent Ivan Meylemans, voormalig solotrombonist van het Koninklijk Concertgebouworkest, speelde het orkest repertoire voor symfonisch blaasorkest. Op het programma stonden onder meer van componist Igor Stravinsky het Concert voor piano en blaasorkest, met als solist pianiste Daria van den Bercken, en Suite De Vuurvogel in een bewerking voor blaasorkest. Daarnaast viel er te genieten van een aantal prachtige werken waarin de musici hun passie voor de unieke, veelzijdige harmonieklank graag met het publiek delen.

## Toekomst
In mei 2011 zal de Zweedse trombonevirtuoos Christian Lindberg het orkest als gastdirigent leiden tijdens concert in Groningen (festival On Wings) en Amsterdam (concertserie Blazen in de Beurs).